# Светлый (Калининградская область)
Све́тлый (до 1947 года — Циммербуде, нем. Zimmerbude) — город в Калининградской области Российской Федерации.
Город Светлый является административным, деловым и культурным центром Светловского городского округа. Занимает площадь 2635 гектаров. Население — 21 054 чел. (2023). Расположенный на северном побережье Калининградского судоходного канала, Светлый — промышленный спутник Калининграда, центр муниципального образования и самый молодой в регионе город.

## География
Город расположен на берегу Калининградского морского судоходного канала, соединяющего Калининград с Балтийским морем, в 30 км от Калининграда. Светлый находится на Земландском полуострове.

## История и этимология
Населённый пункт существует с 1640 года под названием Ци́ммербуде («хижина, лачуга»). Это был один из небольших посёлков Восточной Пруссии. В течение длительного времени основным занятием жителей посёлка была рыбная ловля.
Первое упоминание о его предшественнике — поселении Циммербуде — датируется серединой XV века в хронике немецкого рыцарского Ордена. Однако ещё раньше, в Фишхаузенской рукописи 1305 года (Германия), встречается упоминание о полуострове Пайзе («Пойзарт» — местность у леса Пойз), со стороны которого в первой половине XIII столетия немецкие рыцари вторглись на земли пруссов. Время не сохранило крепостных стен некогда стоявшего здесь замка «Королевского рыбацкого поместья», возведённого в середине XV века и вначале принадлежавшего Земландскому епископу. После конфискации церковного имущества поместье перешло во владение Освальда фон Таубенхайма, который принадлежал к самому знатному дворянству Земланда и владел Циммербуде вплоть до 1661 года.
В 1669 году поместье было подарено бывшему воспитателю короля Фридриха I Эбергарду фон Данкельману в качестве награды.
С 1720 года Циммербуде включало в себя, наряду с 16 наделами земли, 12 крестьян и примерно столько же рыбаков, основным занятием которых было рыболовство, в основном для собственных нужд.
Постепенно замок разрушили время и воды залива, но память о нём продолжала жить ещё не в одном поколении.
После того как замок перестал существовать, жители посёлка длительное время влачили жалкое существование. Жили бедно, кормились за счёт рыбной ловли, которая никогда не обеспечивала им сытной жизни. Кроме нескольких закислённых лугов, они не имели земли, и поэтому почти не держали скот. Их жилища были крайне тесными и грязными, дым из очагов выходил через камышовые крыши и оседал толстым слоем сажи на стенах кухонь. Длинными зимними вечерами в избах жгли лучины, отчего лица у жителей были постоянно чёрными. Одежду пряли, ткали и шили собственноручно. К этой жизни добавлялись ещё наводнения, которые повторялись из года в год.
Важную роль в жизни посёлка занимала религия: проведение религиозных обрядов, служб и т. д. Длительное время в Циммербуде не было своей церкви, и посёлок относился к церковному приходу Меденау (Логвино). Но из-за плохих дорог посещать церковь в Меденау жители посёлка могли лишь несколько раз в своей жизни: там крестили детей, венчались, ходили по самым большим праздникам в случае хорошей погоды. В остальное время сильно выраженные религиозные чувства жители удовлетворяли в виде церковных проповедей, которые проводились в школьном здании. А 1 апреля 1901 года Циммербуде с соседними деревнями Пайзе и Неплекен с 1500 жителей образовали собственную церковную общину и выкупили маленькую церквушку, которую двумя годами раньше Меденау построило в Циммербуде, как свой филиал.
В 20-е годы XX века в Циммербуде была построена новая школа и уже перед Второй мировой войной Циммербуде представлял собой довольно оживлённый, хотя и небольшой посёлок. Здесь был свой магазин, трактир, пекарня. Была и гостиница под названием «Вальдшлосхен», в переводе «Лесной замковый домик». Была также и своя церковь. Количество жителей довоенного Циммербуде составляло 742 человека.
Во время Второй мировой войны непосредственно на территории современного города Светлого военные действия не проходили. Война для Циммербуде закончилась в апреле 1945 года, не оставив значительных разрушений.
В 1947 году Циммербуде был переименован в Светлое. 17 июня 1947 года Указом Президиума Верховного Совета РСФСР в Приморском районе был образован сельский совет с центром в населённом пункте Светлое (бывший посёлок Циммербуде), который решением Калининградского облисполкома за № 758 от 1 августа 1949 года был преобразован в рабочий посёлок Светлый. 6 октября 1955 года Указом Президиума Верховного Совета РСФСР рабочий посёлок Светлый был преобразован в город районного подчинения Светлый, ставший с 2008 года центром муниципального образования «Светловский городской округ».

### Посёлок Комсомольский (Пайзе)
Рыбацкая деревня Пайзе основана в начале XIV столетия, после того, как епископ Бартоломей предоставил право начать отсюда заселение новых земель в Земланде.
В течение столетий жители деревни Пайзе вели очень скромное существование, так как жить в одиноко стоящей деревне было сложно.
Население Пайзе по годам составляло: 1831 — 209 чел., 1844 — 305 чел., 1858 — 361 чел., 1944 — 2196 чел.
В конце 30-х годов прошлого века в Пайзе были три небольшие гостиницы, универмаг, булочная и мясные лавки. Имелось также спортивное сообщество. Особенно жители увлекались футболом.
В 1894 году началось строительство канала Кёнигсберг-Пиллау (ныне Калининградский морской судоходный канал), которое продолжалось до 1901 года. После отсыпки косы вода возле посёлков успокоилась, в рыбацких селениях были подняты мостовые, устроены удобные гавани, оборудованы сигнальные станции. Затем построена электростанция, открылась железная дорога с вокзалом. Всё это привело к оживлению жизни в посёлке и улучшению его благосостояния.

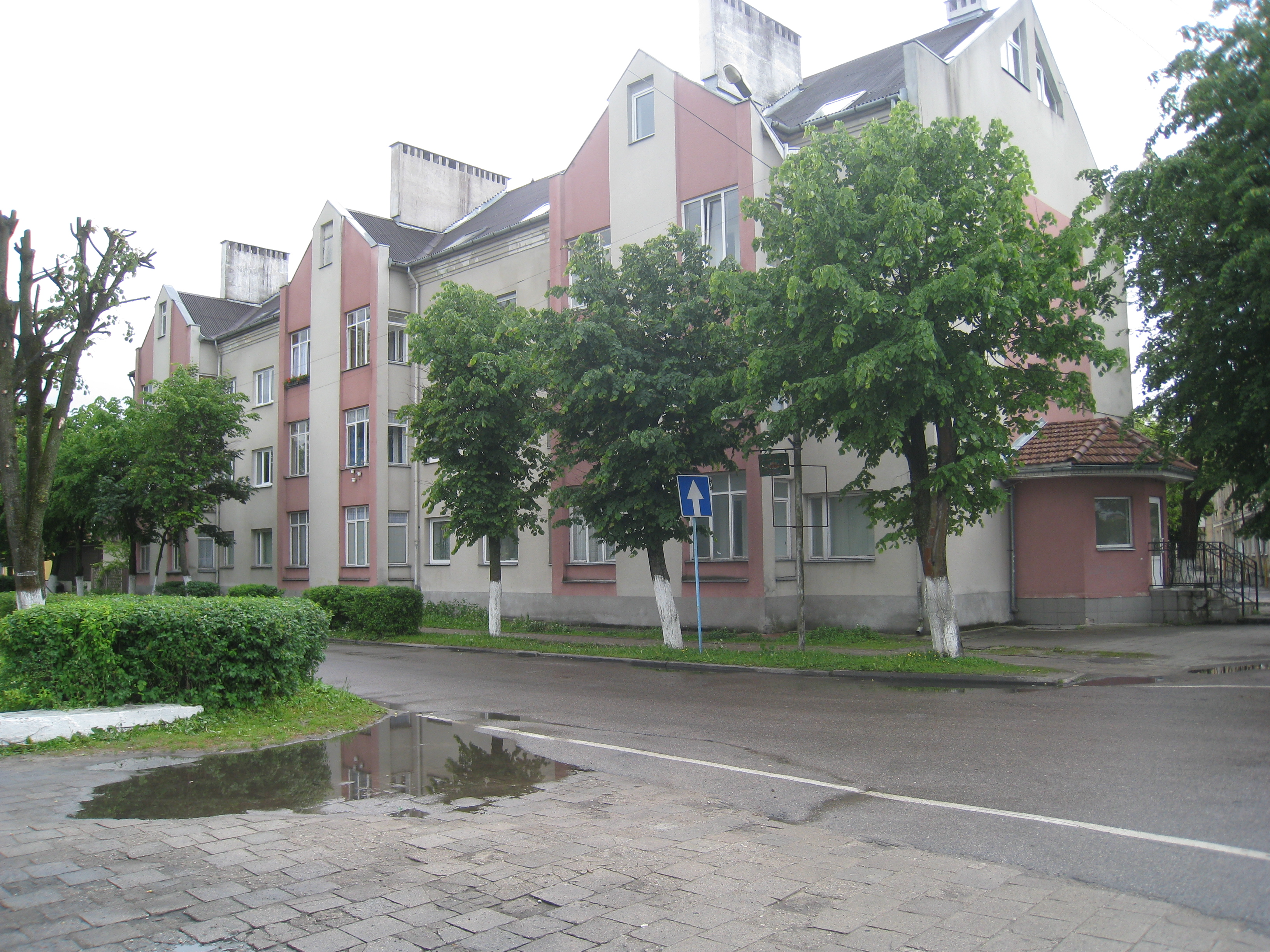
Дом на бульваре Нахимова
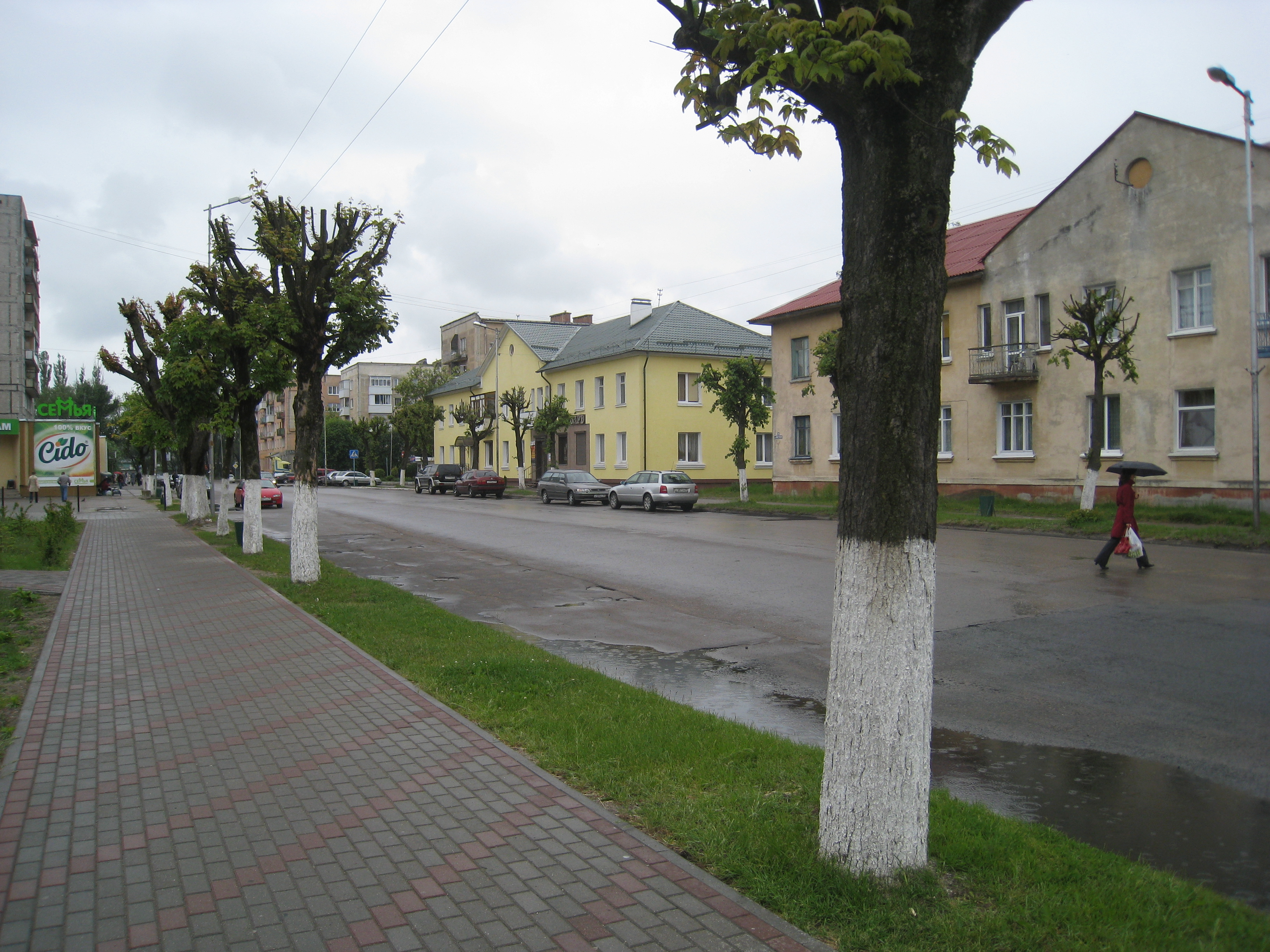
Советская улица
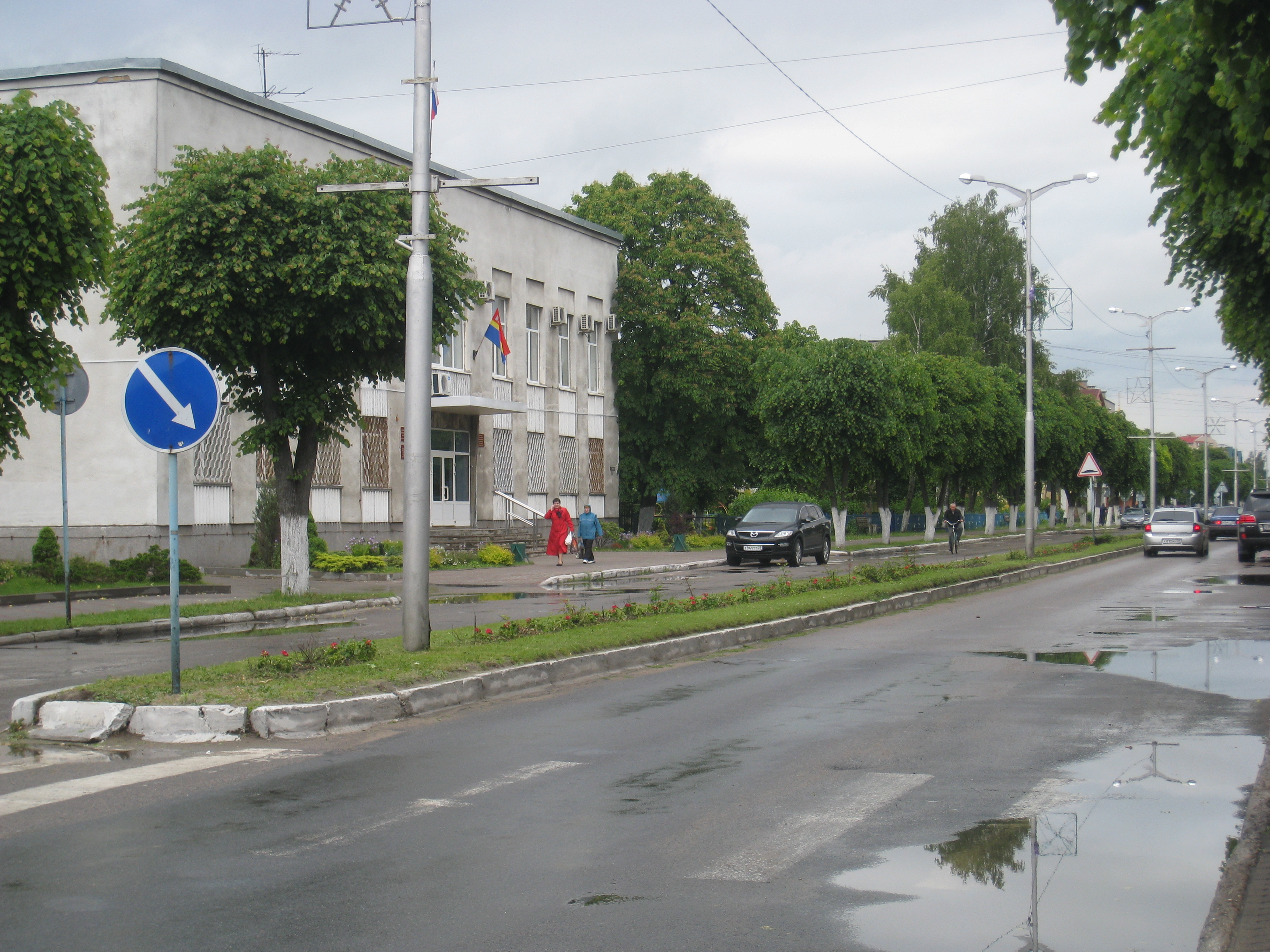
Административное здание
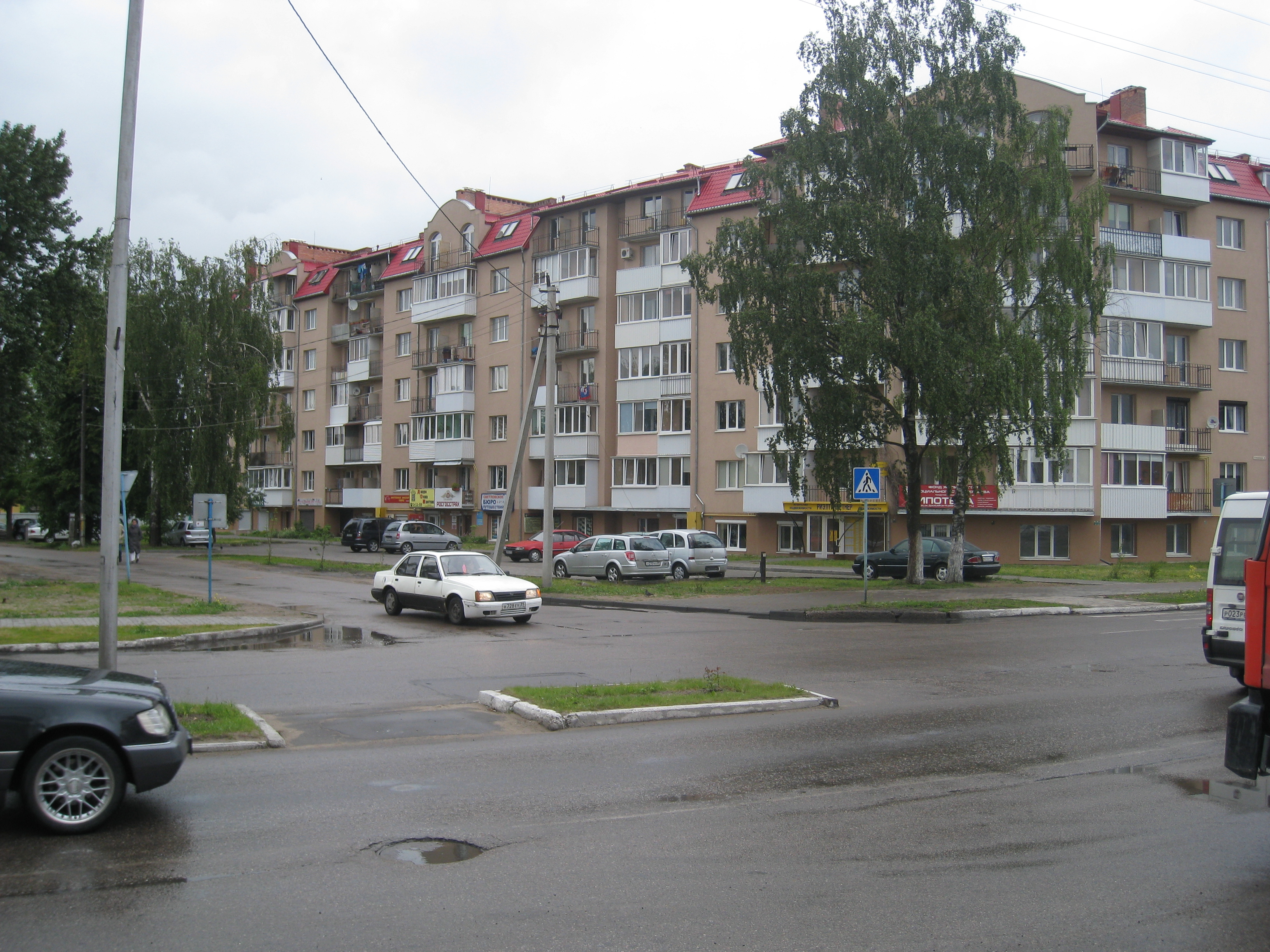
Перекрёсток на Калининградской улице
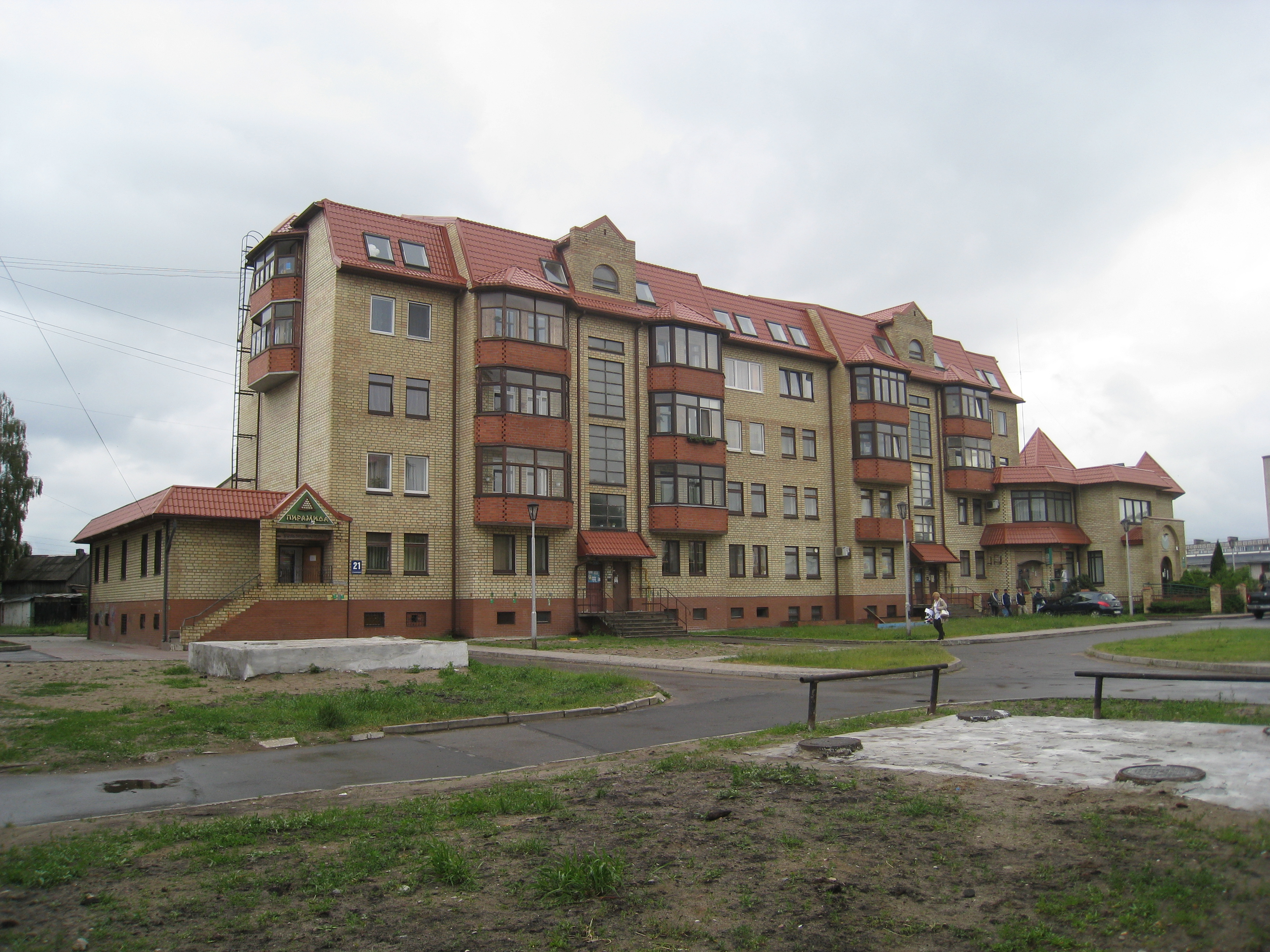
«Сбербанк» на Калининградской улице
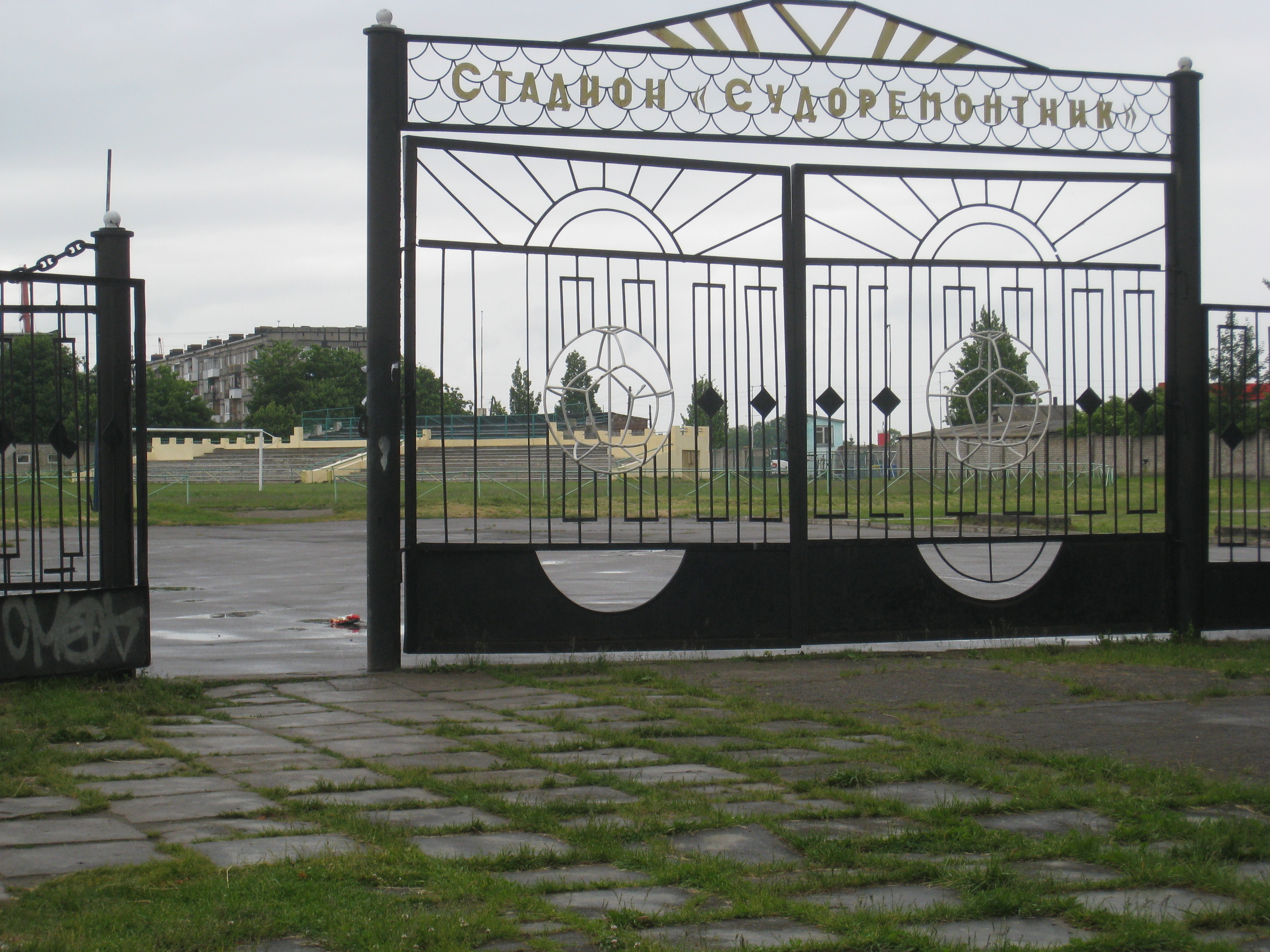
Стадион «Судоремонтник»
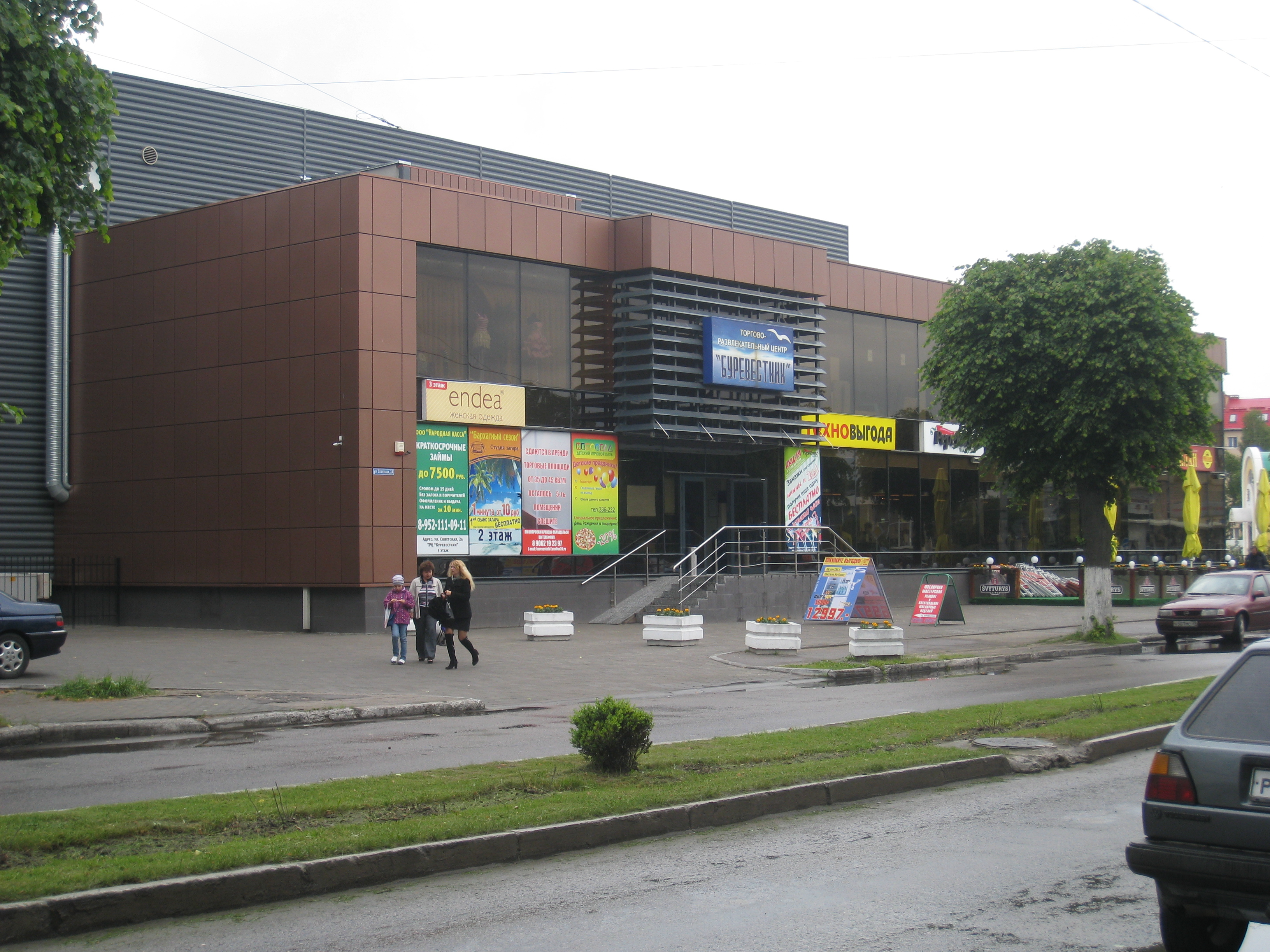
Торгово-развлекательный центр «Буревестник»

## Климат
Климат формируется под влиянием преобладающего переноса воздушных масс с Атлантического океана на материк и характеризуется как переходный к морскому с мягкой малоснежной зимой, относительно холодной весной, умеренно тёплым летом и тёплой дождливой осенью. Средняя годовая температура воздуха — плюс 6,8 °C. Абсолютные колебания могут достигать больших величин — от плюс 35 °C в июле — августе до минус 33 °C в январе — феврале.
Средняя температура января — минус 3,4 °C. Насчитывается 86 дней в году с морозами. Сильные морозы бывают редко. Самый тёплый период — июль, когда среднемесячная температура воздуха составляет 17,5 °C. В целом режим погоды неустойчивый и связан, главным образом, с преобладанием морских воздушных масс, с большой повторяемостью сопутствующих им циклонов (штормов).
Влажные воздушные массы, поступающие с Атлантического океана, обуславливают высокую относительную влажность воздуха, которая зимой и осенью составляет 85-87 %, снижаясь к началу лета до 72-73 %. Высокая влажность воздуха и большая облачность заметно сказываются на особенностях (уменьшении) светового режима.
В течение года в округе отмечается 150 пасмурных и только 30 ясных дней. В среднем за год регистрируется 74 дня с туманами, преимущественно туманы образуются зимой. Они сопровождаются моросью, дождём и снегом. а год выпадает до 700—750 мм осадков, большая часть из них приходится на тёплое время года. Максимум приходится на август — до 90 мм, минимум — на февраль — март. В зимние месяцы выпадает лишь 8-10 % годовой суммы осадков. Высота снежного покрова невелика — 13-18 см.
Рассматриваемая территория в целом относится к зоне активной ветровой деятельности. Ветровой режим характеризуется преобладанием ветров юго-западных, западных направлений с повторяемостью 35 %, а также южных и юго-восточных направлений с повторяемостью 23 %. Средняя за год скорость ветра составляет 3,7 м/с. Наибольшей скоростью обладает западный ветер. Зимой его средняя скорость составляет 5,5 м/с. Число дней с сильными ветрами (штормами) со скоростью более 15 м/с достигает 10-15 дней..
| Показатель                    | Янв.  | Фев.  | Март  | Апр. | Май  | Июнь | Июль | Авг. | Сен. | Окт.  | Нояб. | Дек.  | Год   |
| ----------------------------- | ----- | ----- | ----- | ---- | ---- | ---- | ---- | ---- | ---- | ----- | ----- | ----- | ----- |
| Абсолютный максимум, °C       | 12,7  | 15,6  | 23,0  | 27,9 | 30,6 | 33,5 | 36,3 | 36,5 | 31,2 | 26,4  | 19,4  | 13,3  | 36,5  |
| Средний суточный максимум, °C | 0,4   | 1,2   | 5,4   | 11,4 | 17,6 | 20,5 | 22,1 | 22,0 | 17,0 | 11,8  | 5,4   | 2,1   | 11,5  |
| Средняя температура, °C       | −1,9  | −1,4  | 1,7   | 6,6  | 12,1 | 15,4 | 17,4 | 17,1 | 12,7 | 8,2   | 3,1   | −0,1  | 7,6   |
| Средний суточный минимум, °C  | −4,3  | −3,9  | −1,3  | 2,6  | 7,0  | 10,8 | 13,0 | 12,6 | 9,0  | 5,1   | 0,9   | −2,4  | 4,1   |
| Абсолютный минимум, °C        | −32,5 | −33,3 | −21,7 | −5,6 | −3,1 | 0,7  | 4,5  | 1,6  | −2   | −11,2 | −18,7 | −25,6 | −33,3 |
| Норма осадков, мм             | 62    | 46    | 45    | 40   | 51   | 78   | 74   | 84   | 83   | 85    | 78    | 78    | 804   |
| Источник: Погода и климат     |       |       |       |      |      |      |      |      |      |       |       |       |       |

## Население
| 1959    | 1970    | 1979    | 1989    | 1996    | 1998    | 2000    | 2001    | 2002    | 2005    |
| ------- | ------- | ------- | ------- | ------- | ------- | ------- | ------- | ------- | ------- |
| 7419    | ↗14 836 | ↗17 031 | ↗19 936 | ↗21 200 | ↗21 300 | ↗21 700 | →21 700 | ↗21 745 | ↗21 800 |
| 2006    | 2007    | 2008    | 2010    | 2011    | 2012    | 2013    | 2014    | 2015    | 2016    |
| →21 800 | ↗21 900 | ↗22 000 | ↘21 375 | ↗21 400 | ↗21 545 | ↗21 626 | ↗21 790 | ↗21 849 | ↗22 015 |
| 2017    | 2018    | 2019    | 2020    | 2021    | 2023    |         |         |         |         |
| ↗22 140 | ↘21 928 | ↘21 679 | ↘21 630 | ↘21 114 | ↘21 054 |         |         |         |         |

На 1 января 2025 года по численности населения город находился на 638-м месте из 1124 городов Российской Федерации.
Средний возраст жителей — 35 лет. Численность экономически активного населения составляет 13,5 тыс. чел (2008).
Гендерный состав
По переписи 1989 года в Светлом проживало 19 936 человек, в том числе 9253 мужчины и 10 683 женщины.
Национальный состав
Согласно переписи населения 2010 года:
русские — 86,5 %
 белорусы — 6,1 %
 украинцы — 3,2 % 
 литовцы — 0,6 %
 татары — 0,5 %
 немцы — 0,5 %
 азербайджанцы — 0,4 % 
 узбеки — 0,3 %
 поляки — 0,3 %
 армяне — 0,3 %
 остальные — 1,3 %.
По итогам переписи населения 2020 года проживали следующие национальности (национальности менее 0,1 % и другое, см. в сноске к строке «Другие»):
| Национальность | Численность, чел. | Доля     |
| -------------- | ----------------- | -------- |
| Русские        | 18 607            | 88,13 %  |
| Белорусы       | 470               | 2,23 %   |
| Украинцы       | 236               | 1,12 %   |
| Узбеки         | 106               | 0,50 %   |
| Литовцы        | 68                | 0,32 %   |
| Татары         | 48                | 0,23 %   |
| Немцы          | 47                | 0,22 %   |
| Армяне         | 42                | 0,20 %   |
| Азербайджанцы  | 37                | 0,18 %   |
| Поляки         | 28                | 0,13 %   |
| Другие         | 1425              | 6,74 %   |
| Итого          | 21 114            | 100,00 % |

## Образование

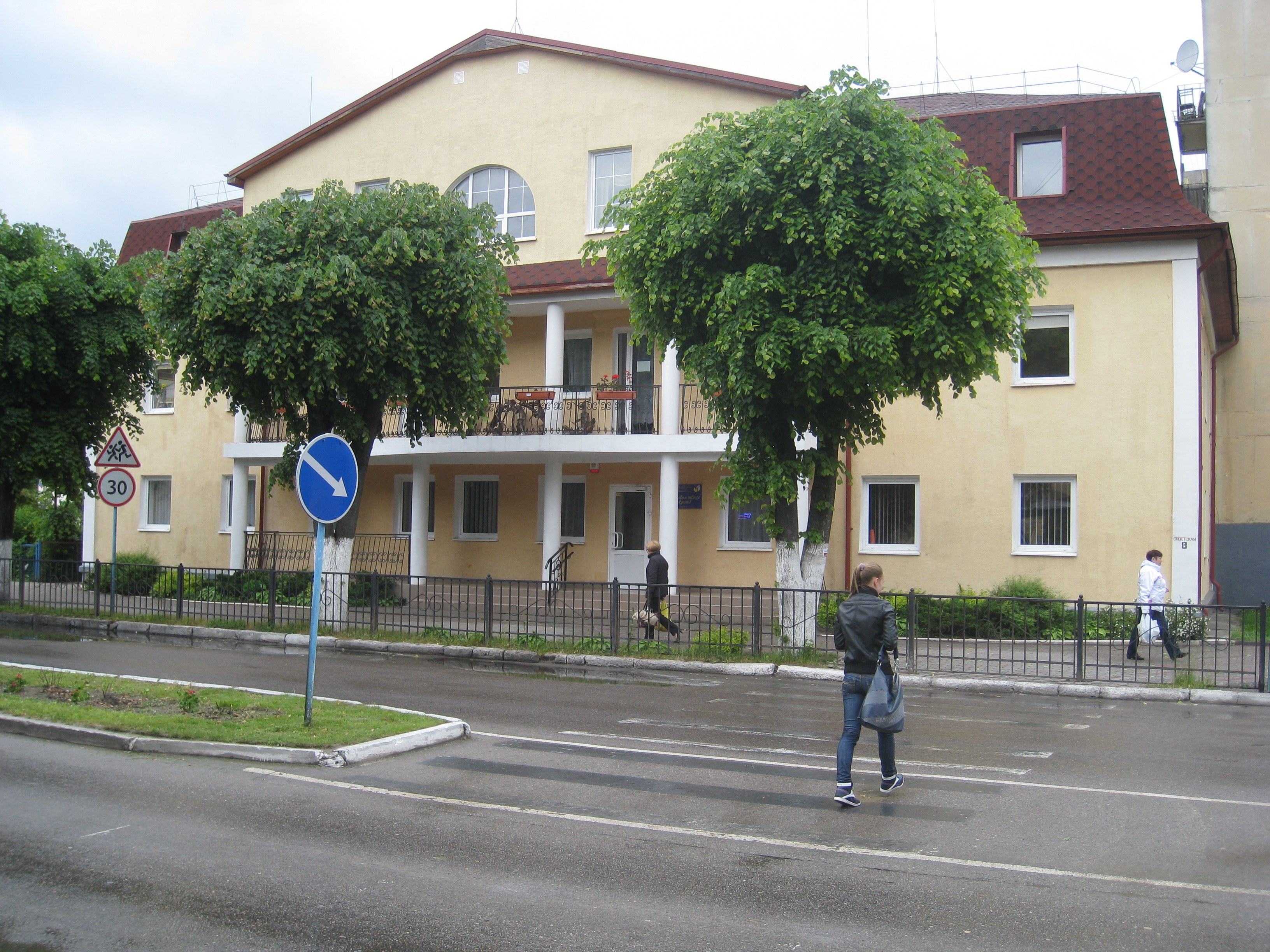
Детская музыкальная школа

- Средняя общеобразовательная школа № 1
- Средняя общеобразовательная школа № 3 (школа № 3 упразднена и реорганизована в филиал школы № 1)
- Средняя общеобразовательная школа № 5

Общее количество учащихся — 2,6 тыс. чел.

## Экономика
- ООО «Лукойл — Калининградморнефть»: база производственного обеспечения добычи нефти в море и на суше, ООО «Лукойл-КНТ»: комплексный нефтетерминал, хранение, перевалка жидких нефтепродуктов;
- ЗАО «Содружество-Соя» — глубокая переработка маслосодержащих культур;
- ООО «Кливер» — завод по производству строительных металлоконструкций;
- ООО «НПО Спецкран» — производство опорных и подвесных мостовых кранов, а также козловых, консольных, специальных различной грузоподъемности и режима работ;
- ООО «Регио-Экспресс» — пассажирские перевозки;
- Рыбколхоз «За Родину» — добыча и переработка рыбы (находится за чертой города в поселке Взморье);
- ОАО «Светловское предприятие „Эра“» — производит электромонтажные работы, ремонт электрооборудования, замеры параметров электрооборудования, ремонт судов речного и морского регистров;
- ОГУП «Запреммаш» — ремонт и изготовление судового, рыбоперерабатывающего оборудования;
- ЗАО «Межколхозная производственная база» — судоремонт, портовые услуги, обслуживание и снабжение рыболовецкого флота;
- ЗАО «Судоремонт Балтика» — ремонт судов, портовые услуги;
- ЗАО «БалтНафта» — перевалка нефтепродуктов;
- ООО «Креон» — измельчение рыбы, производство консервов;
- ООО «Светловский комбинат мясопродуктов» — производство мясных изделий, колбас;
- ООО «БалтикФишИндустрия» — рыбоперерабатывающее производство.

## Транспорт
В Светлом расположена станция Балтийский Лес Калининградской железной дороги. Эта станция относится к тупиковой ветке, ответвляющейся от железнодорожной линии Калининград — Балтийск. По состоянию на 2009 год Светлый не обслуживается пассажирскими поездами.
Расстояние до Калининграда — 27,5 км, до аэропорта Храброво 38 км.
Автобусное сообщение: автобусы № 105 и № 108 и экспресс № 205, автотранспортное предприятие «Регио-Экспресс» (обладатель общероссийской премии «Золотая колесница»). Стоимость — 91 (в 2025 году - 133) рубль до Калининграда (по справке с места учёбы — 65), 20 рублей — по городу Светлому, 28 рублей — по городу Калининграду. Также с августа 2012 года ходит маршрутное такси № 307 (Светлый — Балтийск). Стоимость — 100 рублей.
В августе 2008 года началось строительство автомагистрали Приморское кольцо, которая будет иметь ответвление к Светлому.

## Достопримечательности
- Храм Благовещения Пресвятой Богородицы[27].
- Храм Святой Варвары
- Костёл святых апостолов Павла и Глеба
- Памятник В. И. Ленину
- Вековой дуб.
- Памятник воинам-интернационалистам

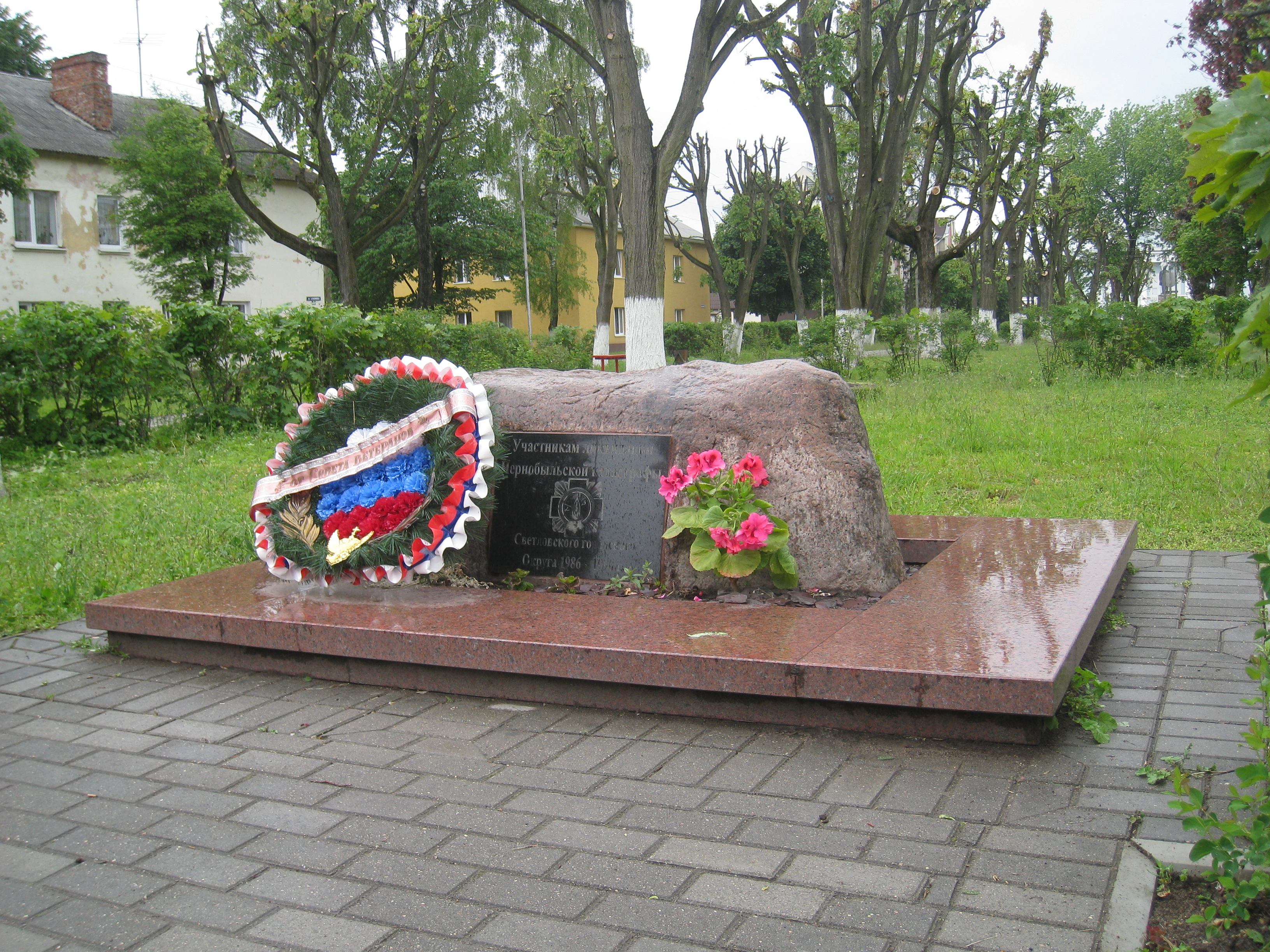
Памятник ликвидаторам аварии на ЧАЭС
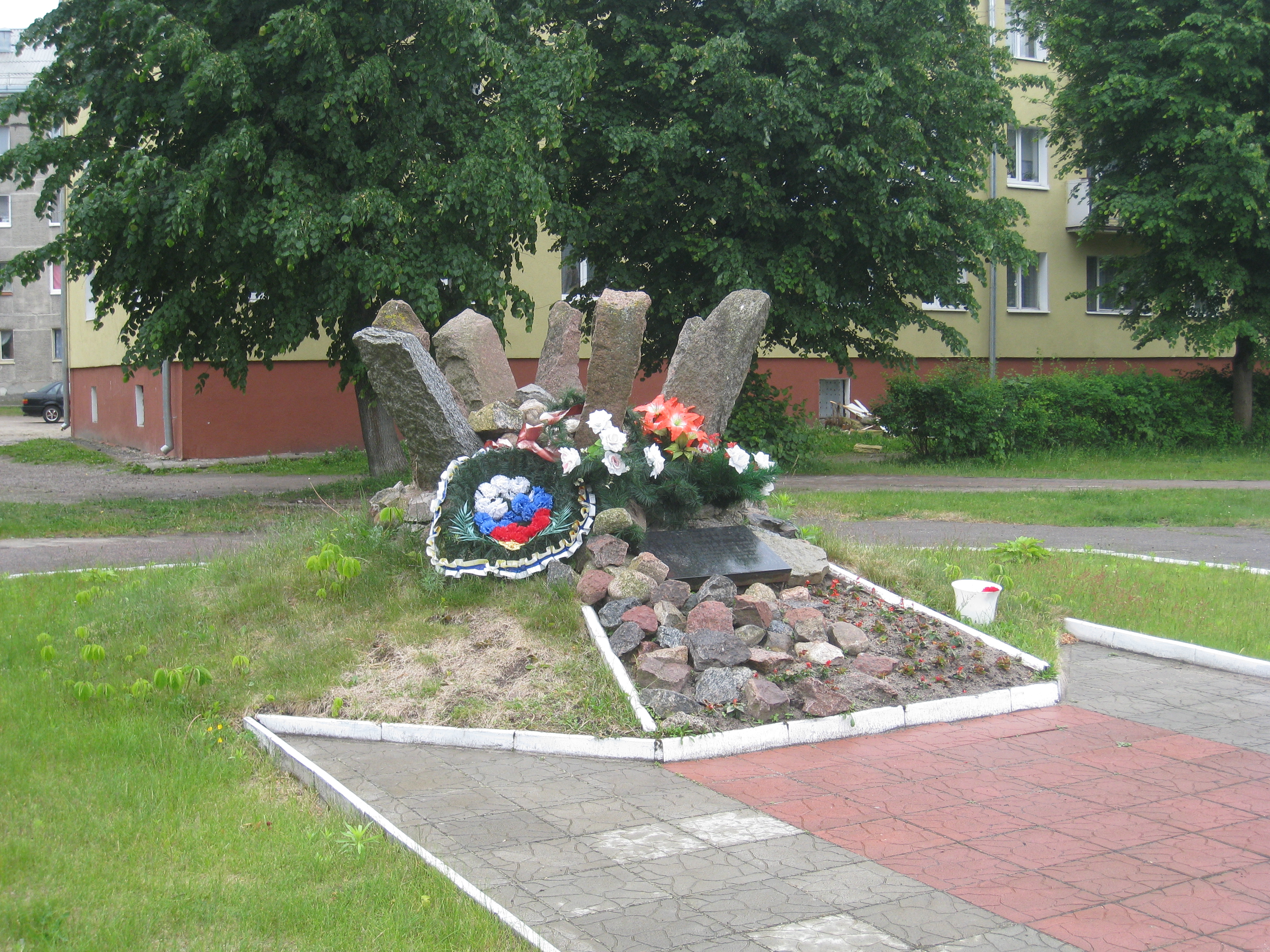
Памятник воинам-интернационалистам
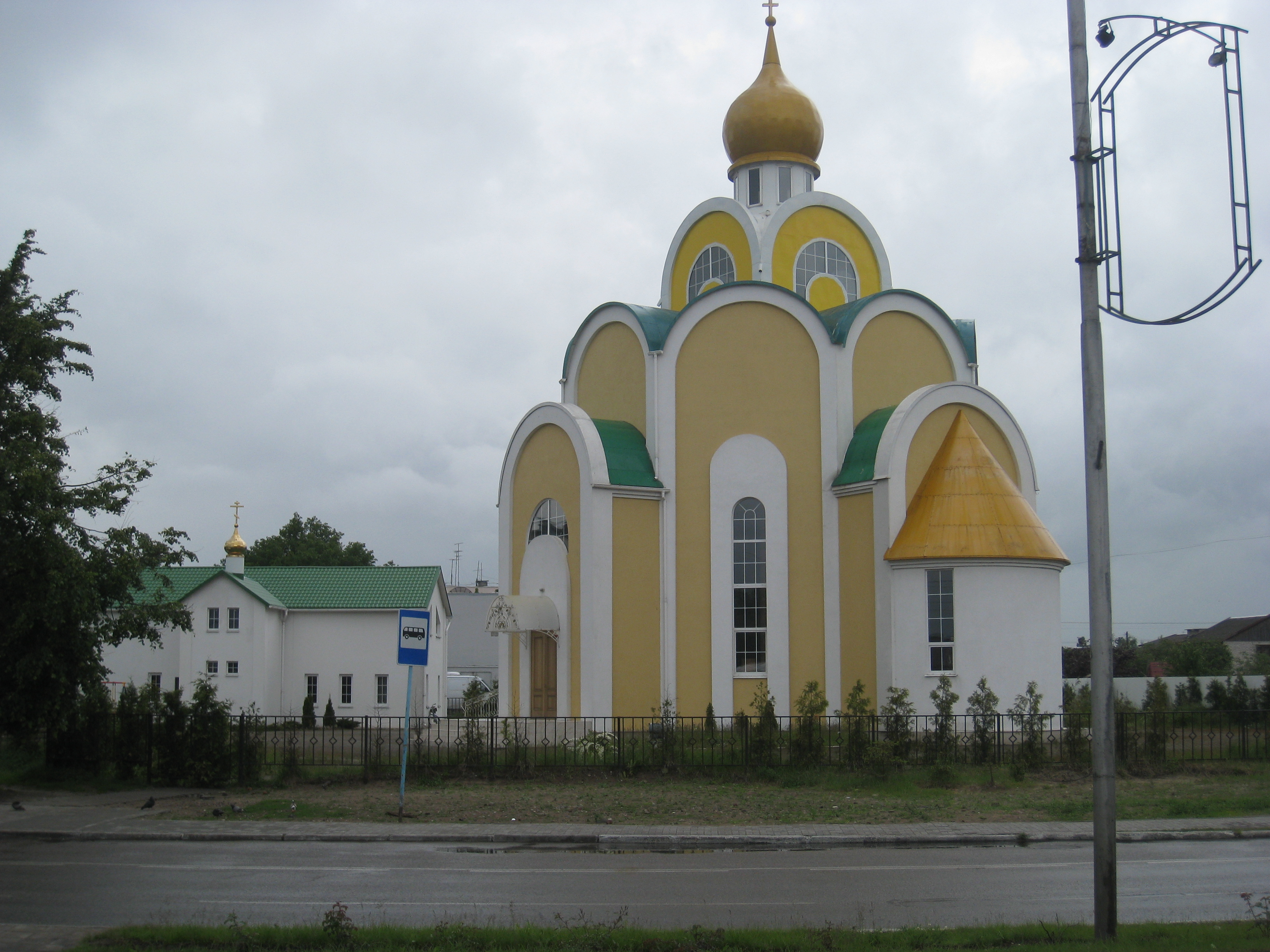
Храм Святой Варвары
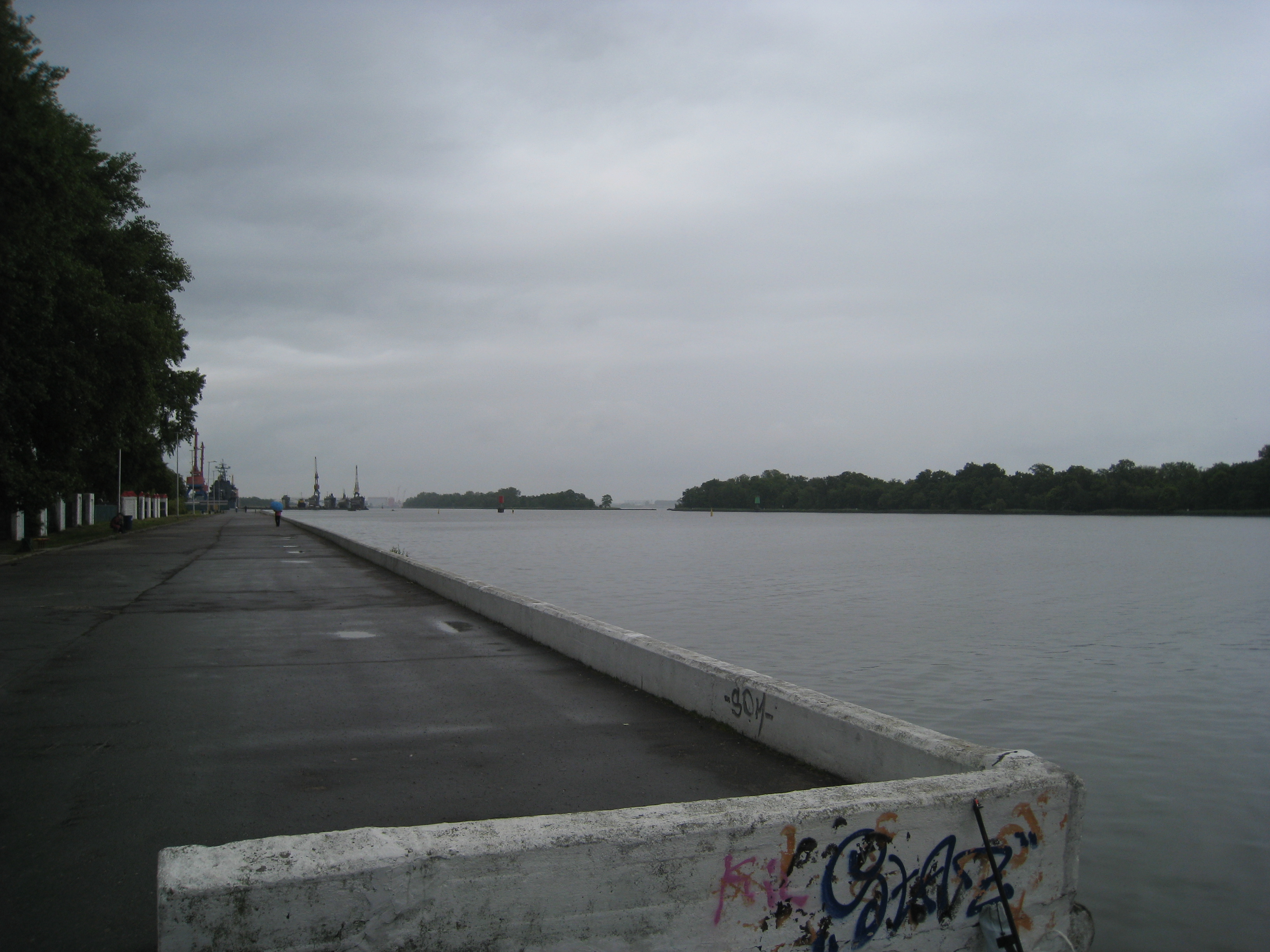
Калининградский морской канал и порт в Светлом

- Памятник ликвидаторам аварии на ЧАЭС
- Памятник воинам-интернационалистам
- Храм Святой Варвары
- Калининградский морской канал и порт в Светлом

## Города-побратимы
- Кентшин, Польша с 8 декабря 2005 года
- Фромборк, Польша
- Новы-Двур-Гданьский, Польша
- Лида, Беларусь с июля 2012 года
- Карлсхамн, Швеция с 20 сентября 2012 года
- Молодечно, Беларусь с 3 июля 2015 года[28]